# Сподня Сениця
Сподня Сениця (словен. Spodnja Senica) — поселення в общині Медводе, Осреднєсловенський регіон, Словенія. 
Висота над рівнем моря: 342,1 м.